# Melchior Broederlam

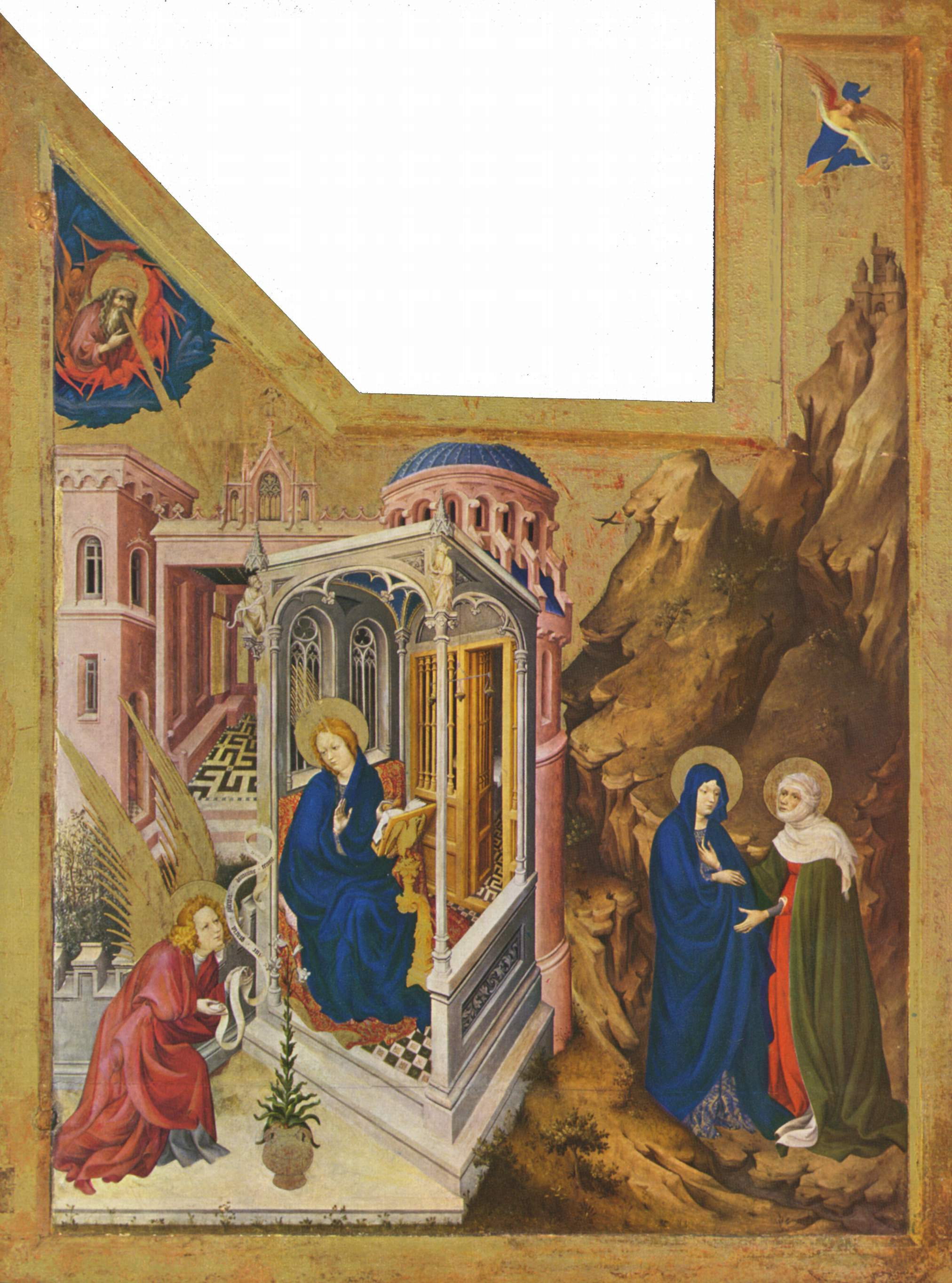
Bebådelsen, del av altarverket i Dijon.

Melchior Broederlam var en flamländsk målare verksam i Burgund.
Broederlam skall ha varit verksam som hovmålare hos Filip den djärve 1382, och är en av sin tids få kända tavelmålare. Av bevarade verk efter Broederlam är endast kända två flyglar till ett altarverk, tillkommet 1393-94, som nu finns i museet i Dijon. Dess corpus är ett träsnideriarbete av Jacques de Baerse. På ena sidan framställs "Bebådelsen" och "Marias besök hos Elisabeth" och på den andra sidan "Tempelbesöket" och "Flykten till Egypten".